# Cala Mondragó
Cala Mondragó, també coneguda com a Sa Font de n'Alis, es troba al Parc Natural de Mondragó al terme municipal de Santanyí, Mallorca. És una de les platges amb més encant de l'illa de Mallorca per les seves aigües cristal·lines i poc profundes.
La cala de Mondragó es troba, igual que s'Amarador i es Borgit, dins el parc Natural de Mondragó, que va ser declarat com a tal l'any 1992. Per tant, s'ha frenat un poc la urbanització a aquesta zona, malgrat els hotels i les propietats privades que hi ha, que són prèvies a la declaració de parc natural. Això ha fet que Mondragó sigui una de les poques platges fàcilment accessibles que no estan urbanitzades.Actualment és una de les 72 platges de Mallorca amb bandera blava.

## Fauna i flora
Uns dels principal motius perquè va ser declarat parc natural és que serveix de refugi a nombroses aus migratories del nord d'Europa que van cap a Àfrica als mesos d'hivern.
La vegetació a aquesta zona és abundant i variada, com la gàrriga, el sabinar costaner, les zones humides o la vegetació dunar són alguns exemples de la vegetació que hi ha dispersa per tot el parc.

## Accés
Es pot accedir a aquesta platja amb cotxe o amb el servei regular d'autobús, al mesos d'estiu.Té dos aparcaments, un al punt d'informació i l'altre a primera línia de platja.

## Serveis
La platja de Cala Mondragó disposa de dos bars, servei de busos, tren turístic, per arribar als poblets més propers, lloguer d'hamaques i velomars, a més de tenir una petita tenda prop de la platja. Hi ha una zona amb taules de càmping i dos hotels a menys de 50 metres de la platja.